# Mantou

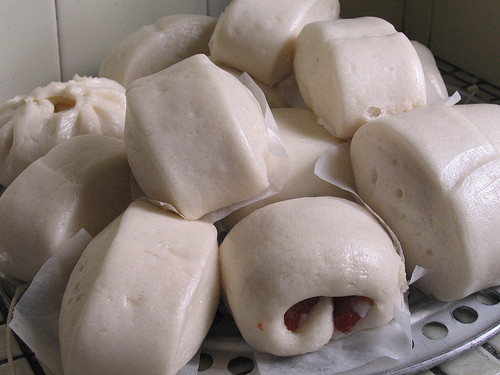
Mantous

Een mantou is een wit gestoomd broodje uit de Chinese keuken. Aan het meel wordt rijsmiddel toegevoegd om het luchtiger te maken. Soms worden deze broodjes na het stomen ook nog gebraden of gefrituurd. Mantous variëren van 4 tot 15 centimeter.
Mantous worden als hoofdgerecht en als dimsum gegeten. Ze behoren in de Noord-Chinese streken tot het basisvoedsel. Vaak worden mantous tijdens het eten gedoopt in zoete gecondenseerde melk.

## Varianten
- Baozi of bapao is een wat grotere mantou met een vulling van vlees of soms groente.
- Mandarijnrol is een opgerolde mantou.
- De mandu is de Koreaanse variant.

## Andere vormen van gestoomd brood
- Boston brown bread, een zoet brood dat als dessert wordt gegeten